# 傅颜
傅颜，五胡十六国時代前燕人物。
他在前燕担任長乐郡太守。358年，河間郡人李黑叛乱，蹂躏州郡，杀枣强县令衛颜。傅颜率军討伐李黑，打败了李黑，将其杀死。
359年八月，东晋泰山郡太守诸葛攸率水陸大军两万进攻前燕，经石门进入，驻守黄河小岛上。诸葛攸派部下匡超进入碻磝，蕭館屯守新柵，又让督護徐冏率领三千水师泛舟上下，为东西声势。傅颜与輔弼将軍慕容評率领步骑五万至东阿击败諸葛攸。傅颜被任命为右卫将军。
360年二月，太師慕輿根策划叛乱，傅颜与秘書監皇甫真将其擒获，平息了叛乱。三月，傅颜担任驻军将军。奉太宰慕容恪之命，率两万骑兵前往河南，巡视淮河，其軍威盛大，然后返回。
361年三月，慕容恪率精兵五万讨伐野王中已集结大军的呂護，傅颜从军。到了野王城外，呂護已被困住，傅颜道：“呂護穷寇假合，因王师逼近，全军上下皆士气低落，不敢前进，扩展他的野心。敌军士兵于是害怕，是他们失败的征兆。殿下之前以广固天险，易守难攻，所以选择了长久之策。现在的敌人已经和以前不同，我认为应该尽快进攻，来减省军费。”慕容恪却说：“呂護老贼，多有奇策。看他的防备之道，不是那么容易被打败的。强行攻击会造成大量伤亡。因为敌方没有军需储备，救援无望，所以我打算加固防御，让士兵休息，同时进行離間行动。 我军未劳，敌军已毙，不到三个月就能打败他们。这是兵不血刃，坐以制胜？”他选择了长期围困。数月后，陷入绝境的呂護派遣部下張興，被傅颜击败，并杀死了张兴。如此，城内的士气进一步低落。随后，呂護抛弃妻儿逃往滎陽，但最终投降。随后，傅颜与呂護率军前往河阴，攻打勅勒，取得了大战果，才回师。
369年六月，东晋大司马桓温北伐，傅颜前去截击，在林渚被朱序击败。